# Taavi Peetre
Taavi Peetre (Käina, 5 de julio de 1983 - Võru, 11 de septiembre de 2010) fue un lanzador de peso estonio. Representó a su país en dos Juegos Olímpicos (en 2004 y 2008) y también participó en los Campeonatos del Mundo de Atletismo en dos ocasiones. Su marca personal de 20.33 m es el segundo mejor por un lanzador estonio después de Heino Sild. Su mejor marca personal en lanzamiento de disco fue de 60.84 m, lograda en abril de 2010 en Denton, Texas, EE. UU.

## Biografía
Acabó noveno en los Campeonatos del Mundo Junior de 2002 y ganó la medalla de plata en el Universiada de 2005. Compitió en los Juegos Olímpicos de 2004 sin poder llegar a la final, al igual que en Pekín 2008 donde quedó en el puesto 25 de la ronda de clasificación con 19,57 m.
En 2005 también participó en el Campeonato del Mundo de Atletismo de Helsinki donde consiguió una marca de 19,20 m con la que no pudo pasar a la final.
Su mejor tiro personal fue 20,30 metros, alcanzado en agosto de 2004 en Riga. Su peso era de 112 kg y su altura de 192 cm.
Falleció ahogado mientras pescaba con sus amigos en el lago Tamula (Estonia) al caerse de la barca.